# Chlorek potasu
Chlorek potasu (łac. kalii chloridum) – nieorganiczny związek chemiczny z grupy chlorków, sól potasowa kwasu solnego.

## Występowanie
Występuje naturalnie w postaci minerału – sylwinu, a także (w formie soli podwójnych) w karnalicie i kainicie.

## Zastosowanie
Sylwin, kainit i karnalit stosowane są jako nawozy potasowe. Chlorek potasu jest też stosowany jako składnik mieszaniny soli do posypywania dróg w zimie.

### Zastosowania medyczne
Preparaty chlorku potasu są używane jako leki w niedoborze jonów potasu.

### Preparaty
Kaldyum, Kalipoz prolongatum, Kalimat prolongatum, Kalium, Kalium chloratum 15% inj., Kalium effervescens, Katelin+SR, Potazek

### Zastosowania do pozbawiania życia
Wraz z tiopentalem i lekiem zwiotczającym mięśnie (pankuronium) jest wykorzystywany do wykonywania wyroków śmierci przez zastrzyk trucizny.
Dożylne lub dosercowe podanie KCl stosuje się również w celu eutanazji zwierząt – śmierć następuje w wyniku zatrzymania akcji serca. Zabieg uważany jest za humanitarny, gdy zwierzę znajduje się pod ogólnym znieczuleniem z całkowitą utratą świadomości.
Podanie dosercowo KCI płodom w drugim trymestrze ciąży jest jedną z metod aborcji stosowaną w przypadku ciąży mnogich.